# سپیدرخ زردلکه
سپیدرخ زردلکه (نام علمی: Leucorrhinia pectoralis) نام یک گونه از سرده سپیدرخ‌ها است.